# Rotbeiniger Ameisenbuntkäfer

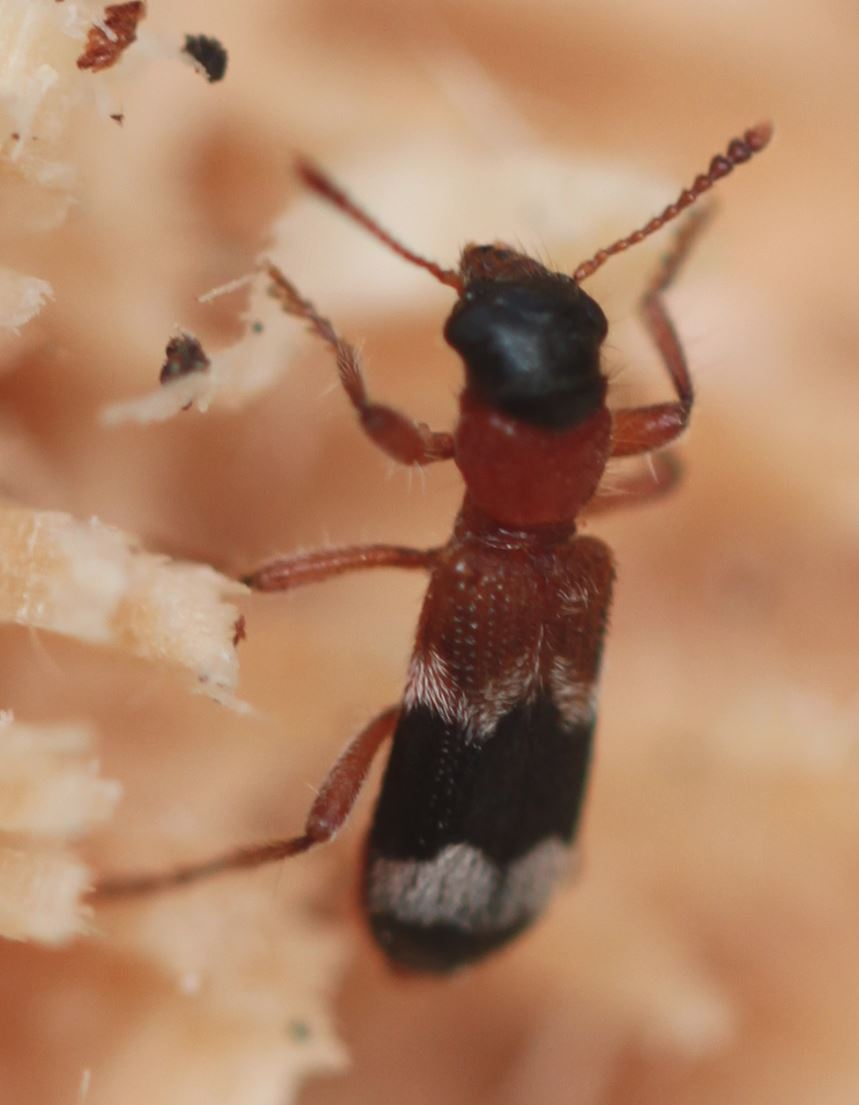

Der Rotbeinige Ameisenbuntkäfer (Thanasimus femoralis) ist ein Käfer aus der Familie der Buntkäfer (Cleridae).

## Merkmale
Die Käfer ähneln stark dem verwandten Ameisenbuntkäfer (Thanasimus formicarius), sind jedoch mit 5,5–9,5 mm kleiner und besitzen eine abweichende Färbung. Die Käfer besitzen einen schwarzen Kopf und einen roten relativ schmalen Halsschild. Die Flügeldecken weisen zwei weiße Querbinden auf. Die hintere Hälfte der Flügeldecken ist ansonsten schwarz gefärbt. Der basale Bereich der Flügeldecken ist rotbraun gefärbt. Im Gegensatz zu Thanasimus formicarius grenzt dieser direkt an das erste weiße Querband, während Thanasimus formicarius dazwischen ein schmales schwarzes Querband aufweist. Meta- und Mesosternum sind bei Thanasimus femoralis dunkel gefärbt, während bei Thanasimus formicarius die komplette Unterseite von Hinterleib und Thorax rotbraun gefärbt ist. Fühler und Beine sind im Gegensatz zu Thanasimus formicarius überwiegend oder vollständig rot gefärbt. Das apikale Ende der Femora kann dunkel gefärbt sein.

## Verbreitung
Die Art ist in Skandinavien und in Mitteleuropa verbreitet. Im Osten reicht das Vorkommen bis in den Kaukasus und nach Kasachstan. In den letzten Jahren wurden in Europa in neuen Regionen Funde gemeldet, so dass angenommen werden kann, dass die Art im Begriff ist, ihr Verbreitungsgebiet zu vergrößern. Die betroffenen Länder sind Belgien, Polen, Litauen, Albanien und Bulgarien. Dies könnte sich u. a. durch den Transport von Brennholz und Baumstämmen erklären. In Deutschland gilt die Art als häufig, die Käfer werden aber aufgrund ihrer besonderen Lebensweise selten beobachtet.

## Lebensweise
Der Rotbeinige Ameisenbuntkäfer bevorzugt als Lebensraum größere Kiefern- und Fichtenwälder. Dort halten sie sich überwiegend in den Baumkronen auf, wo sie verschiedene Borkenkäfer aber auch andere Insekten jagen. Dies gilt auch für die Larven des Rotbeinigen Ameisenbuntkäfers. Zu den Beutetieren zählt auch der Kiefernspinner (Dendrolimus pini). Aufgrund der relativ wenigen Beobachtungen (Phänologie) lässt sich noch kein klares Bild über den Lebenszyklus der Art machen. Es wird aber vermutet, dass die Käferart eine ähnliche Lebensweise wie der Ameisenbuntkäfer aufweist und hauptsächlich im Larvenstadium überwintert.

## Taxonomie
In der Literatur finden sich folgende Synonyme:
- Clerus rufipes Brahm, 1797
- Clerus pectoralis Fuss, 1863
- Clerus substriatus Heyden, 1864
- Thanasimus pectoralis (Fuss, 1863)
- Thanasimus rufipes (Brahm, 1797)
- Thanasimus substriatus (Heyden, 1864)
- Tillus pectoralis Fuss, 1863